# Adrianna Franch

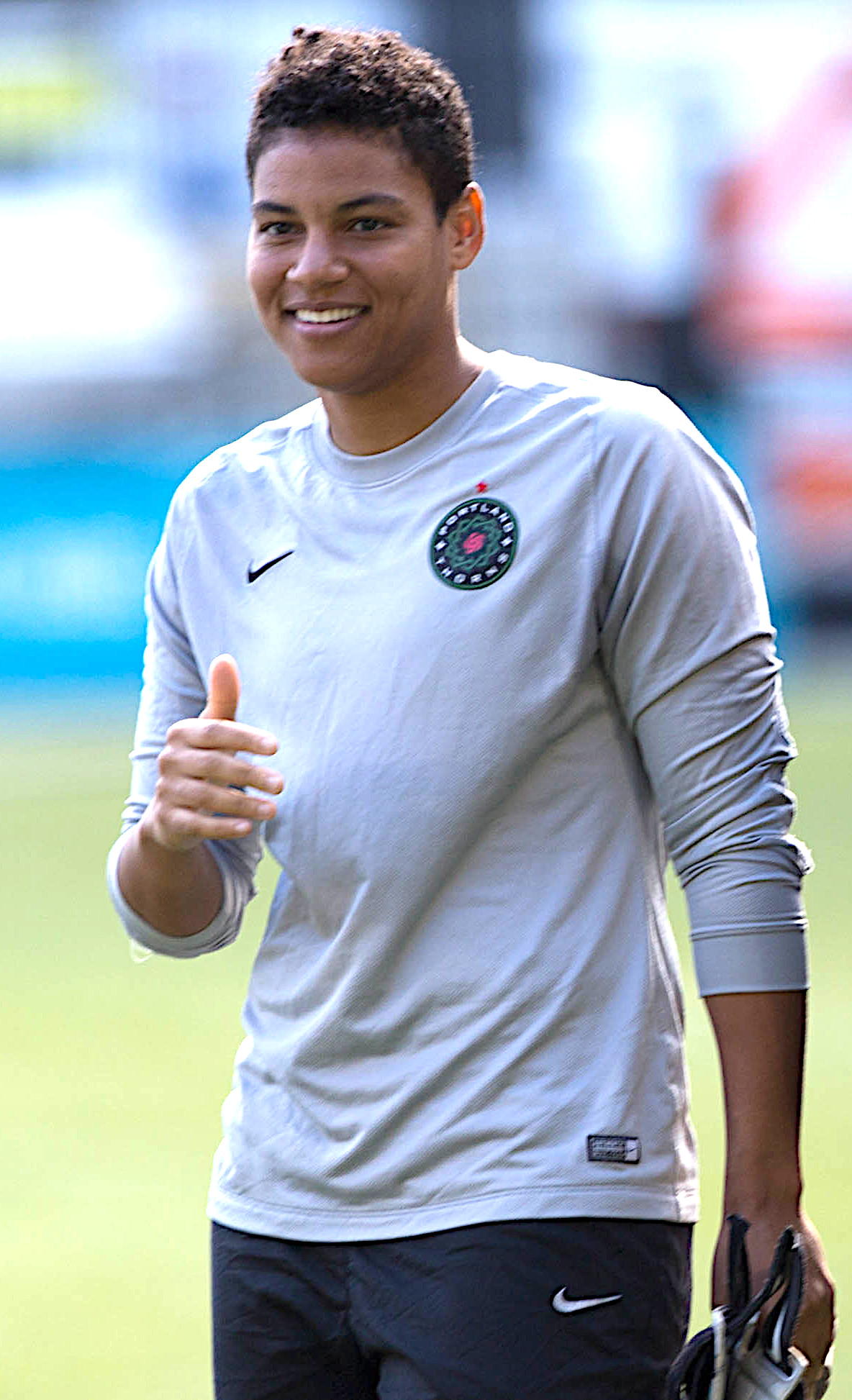
Adrianna Franch

Adrianna Franch, född 12 november 1990 i Salina i Kansas, är en amerikansk fotbollsspelare.
Hon blev olympisk bronsmedaljör i fotboll vid sommarspelen 2020 i Tokyo.